# Hotel Lev
Hotel Lev je eden izmed hotelov s 4 zvezdicami v Sloveniji.

## Zgodovina
Hotel je bil odprt leta 1964 na mestu bivše gostilne Pri levu, po kateri je hotel tudi prevzel ime.
Med letoma 1995 in 1999 je hotel doživel celovito prenovo in s tem tudi uvrstitev v najvišjo hotelsko kategorijo (pet zvezdic).
27. oktobra je bil hotel odprt pod imenom Hotel Lev Inter.Continental Ljubljana; ob otvoritvi je to bil prvi mednarodni petzvezdni hotel v Sloveniji. Leta 2000 so pri hotelu zgradili prizidek, v katerem se nahaja konferenčni center (največji hotelski konferenčni center v Ljubljani ob otvoritvi) in hkrati tudi prenovili plesno dvorano. Od leta 1999 do 2002 je bil hotel del mednarodne hotelske verige IHC.
Med znanimi gosti hotela so: Agatha Christie, Orson Welles, Kirk Douglas, Louis Armstrong, astronavtska ekipa odprave Apollo 5, Janet Jackson, Bob Dylan, Deep Purple, Sting, Natalia Oreiro, Claudia Schiffer, Luciano Pavarotti, Ivo Pogorelich, Albano, Josipa Lisac, Mišo Kovač, Eros Ramazzoti, Alanis Morisette, Bolšoj teater, Dunajski simfonični orkester, Washingtonski simfonični orkester, stalni gost pa je bil tudi Josip Broz Tito s svojo soprogo.

## Ponudba
Hotel ima 5 konferenčnih dvoran in kongresni center. Ima restavracijo za do 100 oseb in Aperitiv Bar.
Poleg tega se v sklopu hotela nahajajo tudi: poslovni center, fitnes, lepotilni salon, pralnica in Casino Lev.
Hotel ima brezžično internetno povezavo NEOWLAN.